# Virtus Reggio Calabria
La Virtus Reggio Calabria è una società sportiva di Reggio Calabria.

## Storia

Le ragazze della Virtus Reggio Calabria nella stagione 1998-99

La Società Sportiva Virtus nacque nel 1964 a Reggio Calabria. Le squadre di pallacanestro e pallavolo militarono per lunghi periodi in Serie C. A rappresentare la città a livello professionistico erano in quegli anni la Viola Reggio Calabria nel basket maschile e, nel volley femminile, la Pallavolo Nausicaa Reggio Calabria e la Pallavolo Gallico.
Fu proprio di questi ultimi club che, negli anni novanta, la Virtus raccolse l'eredità, raggiungendo la popolarità: nel 1994 la società calabrese fu rilevata dall'imprenditore Pasquale Rappoccio e acquistò il titolo di  Pinerolo, esordendo in Serie A2 con il nome di Medinex Reggio Calabria. Nel corso delle due stagioni successive, nonostante gli innesti di giocatrici quotate come Cristina Pîrv e Simona Gioli, il club non riuscì a inserirsi concretamente nelle posizioni di vertice. Fu dunque solo grazie all'acquisto dei diritti di Sumirago, club di Serie A1, che le biancoverdi approdarono in massima categoria, nel 1996.
Il club terminò al quarto posto (arrivando in semifinale play-off) il primo campionato di A1, nel 1996-97, guidato in panchina da Simonetta Avalle. L'anno successivo il club fu guidato dall'ex allenatore del Catania scudettato, Carmelo Pittera. Nel 1998-99, guidato da Giuseppe Cuccarini, concluse la regular season in prima posizione, perdendo poi lo scudetto in gara-5 di finale play-off, giocata in casa contro Bergamo. Uguale copione si ripeté l'anno successivo, dopo che la Virtus aveva raggiunto la considerevole quota di 60 punti in campionato e aveva già conquistato la Coppa CEV e la Coppa Italia.
Nel 2000-01, con la denominazione di Calabria Volley, sponsorizzato dall'organo di promozione turistica Capo Sud e allenato da Giovanni Caprara, il club biancoverde vinse per la terza volta consecutiva la stagione regolare, ritrovando Bergamo in finale-scudetto: espugnando il campo delle avversarie, le calabresi riuscirono ad avere la meglio sulle lombarde in gara-4: il titolo non fu però assegnato per il ricorso presentato dalla società orobica, che contestò l'ingaggio irregolare di Pîrv, acquistata dalla squadra brasiliana del Minas a pochi giorni dalla gara decisiva.
Per il club iniziò dunque il declino. Dopo una stagione anonima con il nome di Caffè Sesso Reggio Calabria, il titolo di A1 fu ceduto nel 2002 e la Virtus ricominciò la sua attività nelle categorie regionali.

## Palmarès
- Coppa Italia: 2

1999-00, 2000-01
- Supercoppa italiana: 1

2000
- Coppa CEV: 1

1999-00